# Herwig Dust

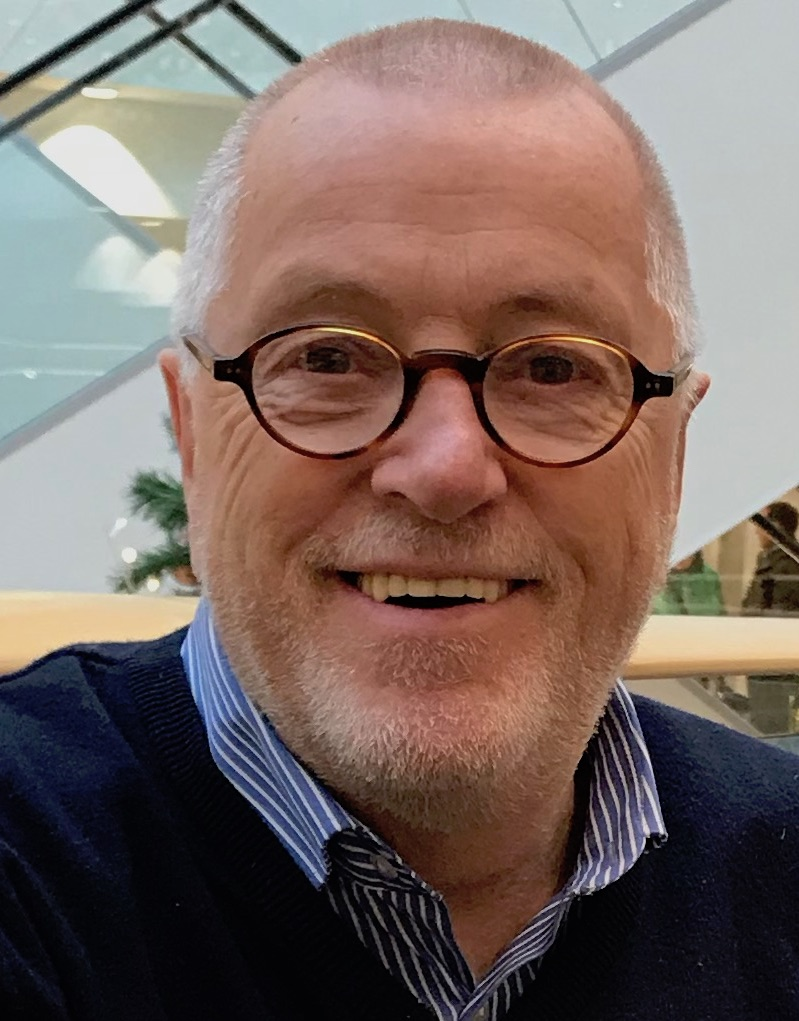
Herwig Dust (2020)

Herwig Dust (* 22. Dezember 1947 in Lingen) ist ein deutscher Theaterschauspieler. Er war bis 2016 Bühnenleiter der August-Hinrichs-Bühne am Oldenburgischen Staatstheater.

## Leben und Wirken
Dust lebt seit 1963 in Oldenburg, wo er zunächst als Fernmeldetechniker bei der Deutschen Bundespost tätig war. Von 1989 bis 1994 absolvierte er berufsbegleitend ein Germanistikstudium an der Universität Oldenburg.
Seit 1975 ist Dust Mitglied der Niederdeutschen Bühne am Oldenburgischen Staatstheater, (vormals August-Hinrichs-Bühne (AHB) am Oldenburgischen Staatstheater.) In der sogenannten „Anwasskoppel“ (Nachwuchsgruppe) wirkte er in dem Hinrichs Stück „Alltomal Sünner“ mit. Es folgten weitere Einsätze in Produktionen der AHB, die zu diesem Zeitpunkt im Schloßtheater Oldenburg ihre Heimat hatte. Als Ensemblemitglied wirkte er in über 45 Produktionen mit. 1979 wurde er als Werbeleiter in den Vorstand der AHB gewählt. Von 1996 bis 2016 war Dust Bühnenleiter der AHB. Die Amateurbühne wurde unter seiner Leitung 2006 weiter professionalisiert und im Oldenburgischen Staatstheater als eigenständige Sparte unter der Bezeichnung „Niederdeutsches Schauspiel“ etabliert. Darüber hinaus wurden die Nachwuchsarbeit und -förderung durch die Platt´n Studios zur festen Einrichtung der August-Hinrichs-Bühne.
Darüber hinaus engagierte er sich im Niederdeutschen Bühnenbund Niedersachsen und Bremen (NBB): er wurde 1995 zum Vizepräsidenten gewählt und übernahm 1999 die Leitung der Geschäftsstelle des NBB in Oldenburg. Während seiner Amtszeit wurde die Aufnahme des Niederdeutschen Theaters in das Bundesweite Verzeichnis des immateriellen Kulturerbes der UNESCO (2014) erfolgreich vorangetrieben.
Über viele Jahre war Dust für den NBB Mitglied der Jury des Willy-Beutz-Preises zur Förderung des Niederdeutschen Schauspiels.
Am Institut für niederdeutsche Sprache in Bremen (INS) wirkte er außerdem als Mitglied des Beirats, dann als dessen Vorsitzender (2007). Von 2013 bis 2024 war er Vizepräsident des INS. Ab 2024 2. Vorsitzender. Von 2006 bis 2022 war er Mitglied des Beirats beim PLATTArtFestival für neue niederdeutsche Kultur.

## Werke
- „...is allens wat dorbi“. Eine Biographie über Heinrich Kunst. Isensee Verlag, Oldenburg 1997, ISBN 3-89598-452-3.

## Auszeichnungen
- Ehrenurkunde des Niederdeutschen Bühnenbundes Niedersachsen und Bremen e.V.(10 Jahre Bühnenleiter AHB Oldenburg)[9]
- Goldene Stadtmedaille der Stadt Oldenburg[10]
- Landschaftsmedaille der Oldenburgischen Landschaft[2]